# Gare de Pleucadeuc
La gare de Pleucadeuc est une ancienne gare ferroviaire française de la ligne de Questembert à Ploërmel, située sur le territoire de la commune de Pleucadeuc, dans le département du Morbihan en région Bretagne.
Mise en service en 1881 par la Compagnie du chemin de fer de Paris à Orléans (PO), elle permettait la desserte de la commune par des trains circulant sur la voie unique de la gare de Questembert à la gare de Ploërmel jusqu'en 1991. Le site de l'ancienne gare est, depuis 2002, situé sur le tronçon de Mauron à Questembert, de la voie verte qui doit relier Saint-Malo à Arzal.

## Situation ferroviaire
Établie à 54 m d'altitude, la gare de Pleucadeuc était située au point kilométrique (PK) 550,708 de la ligne de Questembert à Ploërmel, entre les gares de Questembert et de Malestroit.

## Histoire
La gare de Pleucadeuc est édifiée et mise en service par la Compagnie du chemin de fer de Paris à Orléans (PO), qui inaugure le 27 juin 1881 la voie unique de la ligne de chemin de fer de Questembert à Ploërmel, elle est située entre Questembert et la gare de Malestroit. 
En 1912, la Compagnie du PO fournit au Conseil général un tableau des « recettes au départ » de ses gares du département, la gare de Pleucadeuc totalise 30 205 francs, ce qui la situe à la 21e place sur les 30 gares ou stations.
Le trafic voyageurs, qui va atteindre une fréquence de 4 trains par jour, se poursuit jusqu'en 1938, le trafic marchandise est fermé définitivement en 1991.

## Voie verte
En 1994 le Conseil Général du Morbihan achète la voie et entreprend des travaux destinés à transformer l'ancienne voie de chemin de fer en voie verte, le 29 juin 2002 il inaugure les 53 km entre Questembert et Mauron.